# 1228 Scabiosa
1228 Scabiosa este un asteroid din centura principală, descoperit pe 5 octombrie 1931 de Karl Reinmuth.